# Hidroxicenoelsmoreïta
La hidroxicenoelsmoreïta és un mineral de la classe dels òxids, que pertany al grup de l'elsmoreïta.

## Característiques
La hidroxicenoelsmoreïta és un òxid de fórmula química (□,Pb)₂(W,Fe3+,Al)₂(O,OH)₆(OH). Va ser aprovada com a espècie vàlida per l'Associació Mineralògica Internacional l'any 2016, i la primera publicació data del 2017. Cristal·litza en el sistema trigonal. La seva duresa a l'escala de Mohs és 3.
L'exemplar que va servir per a determinar l'espècie, el que es coneix com a material tipus, es troba conservat a les col·leccions mineralògiques del Museu Victoria, a Melbourne (Austràlia), amb el número de registre m53606.

## Formació i jaciments
Va ser descoberta a la mina d'or de Masaka, a la província de Muyinga, Burundi. Es tracta de l'únic indret de tot el planeta on ha estat descrita aquesta espècie mineral.